# قبة النسر
قُبة النَّسْر أو قبة الرصاص الكبرى لحرم الجامع الأموي، وهي أكبر قبة في الجامع، ارتبطت بالعصر الأموي، وعُمِّرت مع الجامع في زمن الوليد بن عبدالملك، وتعرَّضت إلى زلازل وكوارث عديدة، وجُدِّدت هذه القبة في عهد نظام الملك السلجوقي في عام 468هـ/1075م،  وقام صلاح الدين الأيوبي بتجديد رُكنينِ منها في عام 575هـ/1179م، واُستبدلت القبة الخشبية الأصلية وبناؤها من الحجر في أعقاب الحريق الذي وقع عام 1311هـ/1893م.

## التسمية
يقول ابن جبير في كتابه: "أحسن التقاسيم في معرفة الأقاليم":
«يُشبِّهها الناسُ بنسر طائر، كأن القبة رأسه، والغارب جؤجؤه، ونصف جدار البلاط عن يمينٍ، والنصف الثاني عن شمال جناحاه».

## وصف القبة
ترتفع قُبة النسر عن أرض صحن الجامع الأموي 45 مترًا، ويبلغ قطرها 16 مترًا، وترتكز القبة على طبقة تحتية مُثمَّنة مع اثنين من النوافذ المقوَّسة على جانبيها، ودُعِّمت بأعمدة الممرات الداخلية المركزية. ويصفها ابن جبير فيقول:
"أعظمُ ما في هذا البناء قبةُ الرصاص المتصلةُ بالمحراب وسطه، سامية في الهواء، عظيمة الاستدارة، ومن أيِّ جهة استقبلتَ البلد ترى القبةفي الهواء منيفة على كلٍّ كأنها مُعلَّقة من الجو...".

## الدروس العلمية
اعتنى الدمشقيون بدراسة علم الحديث وتدريسه تحت قبة النسر عصرَ كل يومٍ من الأشهر الثلاثة؛ رجب، وشعبان، ورمضان، ويقوم بإلقاء هذا الدرس أعلمُ علماء دمشق، وأقدمُ مَن عُرف من المدرِّسين شمسُ الدين محمد الميداني الدمشقي، وآخرُ مَن تولَّى هذا الدرس المحدِّث الشيخ بدر الدين الحسني.

## من درَّس تحت القبة
درَّس تحت قبة النسر جمعٌ غفيرٌ من العلماء والمحدِّثين منهم:
نجم الدين الغزي
سعودي الغزي
علاء الدين الحصكفي
إسماعيل العجلوني
وجيه الدين الكزبري
ابن الجزري
وقد وصف الشيخ محمد بهجة البيطار مَن يصلح للتدريس تحت قبة النسر بأن يكون:
حافظًا لحدود الله، قائمًا على إرشاد العقول، وتهذيب النفوس، وتصحيح المعتقدات، وإبانة سرِّ العبادات، وإماطة ما غشي الأفهام القاصرةمن غياهب الجهالة، وتراث الضلالة، واقفًا على مقاصد التشريع وحكمته، عالمًا مواضع الخلاف والوفاق، سائسًا لسامعيه بما يلائمهم منالأحكام، بل هو العامل الأكبر في إخراج الناس من ظلمات الجهالة إلى نور العلم، وتحريرهم من رقِّ الخرافات والوهم، فهو كالسراج إن لم يُنتفَع بضوئه، فلا فائدة في وجوده.

## المُؤلَّفات حول القبة
ألَّف الشيخ جمال الدين القاسمي كتابًا تعريفيًّا بعنوان: "اللف والنشر في طبقات المدرسين تحت قبة النسر".
وألَّف الشيخ عبدالرزاق البيطار كتابًا عنوانه: "نتيجة الفكر فيمن درَّس تحت قبة النسر".

## طالع أيضًا
الجامع الأموي.
قبة الخزنة.